# Volo Avianca 410
Il volo Avianca 410 era un volo passeggeri di linea nazionale da Cúcuta a Cartagena de Indias, in Colombia. Il 17 marzo 1988, alle 13:17 EST, un Boeing 727 operante su tale rotta si schiantò contro una montagna vicino a Cúcuta, poco dopo il decollo. Tutte le 143 persone a bordo rimasero uccise. In quel momento, questo incidente era quello con più vittime nella storia colombiana.

## L'aereo
Il velivolo coinvolto era un Boeing 727-21 di Avianca, la compagnia aerea di bandiera della Colombia. Il numero di registrazione era HK-1716. Volò in precedenza con Pan Am, con registrazione N321PA (Clipper Koln-Bonn); fu venduto il 20 settembre 1974 ad Avianca. L'aeromobile venne costruito nel 1966 e aveva 44 000 ore di volo al momento dell'incidente.

## L'incidente
Il volo 410 decollò da Cúcuta tra le 13:13 e le 13:17 EST dalla pista 33, diretto a Cartagena de Indias. Dall'aereo non vi furono ulteriori comunicazioni fino a quando alcuni testimoni dichiararono di aver visto un Boeing 727 volare troppo basso. L'aereo colpì alcuni alberi e, alle 13:18:01, si schiantò contro la montagna spezzandosi a metà e disintegrandosi all'esplosione del carburante; i resti furono sparsi in un raggio di 60 m. Non ci furono sopravvissuti tra i 7 membri dell'equipaggio e i 136 passeggeri a bordo.
I soccorsi e le autorità si precipitarono nella zona dell'incidente, difficile da raggiungere a causa del crepuscolo e della conseguente scarsa visibilità. Gli abitanti del luogo fornirono assistenza, aiutando i soccorritori a raggiungere la cima della montagna dove si trovavano i resti del velivolo. Il giorno successivo, le vittime vennero trasportate a Cúcuta per essere identificate dai loro familiari.

## Le indagini
La causa ufficiale dell'incidente fu un volo controllato contro il suolo a 6 343 piedi (1 933 m). L'inchiesta identificò una serie di probabili cause, tra le quali un pilota non assegnato a quel volo nel cockpit, la cui presenza distolse l'attenzione del pilota e che interferì con le operazioni nell'aeromobile, e la mancanza di coordinazione in cabina tra pilota e copilota.

## Conseguenze
Al momento dell'accaduto, l'incidente del volo 410 era quello con più vittime mai avvenuto in Colombia; questo fino al 20 dicembre 1995, quando il volo American Airlines 965 si schiantò contro una montagna vicino a Buga, Valle del Cauca, uccidendo 159 persone. La causa venne determinata essere un errore del pilota.